# Alonso de Zúñiga y Acevedo Fonseca
Alonso de Zúñiga y Acevedo Fonseca (1496-Santiago de Compostela, 1559), noble español de la Casa de Zúñiga, III conde de Monterrey, señor de Biedma, de Ulloa, de la casa de la Ribera, pertiguero mayor de Santiago, adelantado mayor de Cazorla, sirvió al emperador del Sacro Imperio Carlos V, a quien acompañó a su coronación en Bolonia y al socorro de Viena sitiada por el sultán Solimán, erigió el monumental palacio de Monterrey en Salamanca.

## Filiación
Hijo de Francisca de Zúñiga y Sánchez de Ulloa, II condesa de Monterrey, señora de Biedma, Ulloa, de la casa de Ribera, y de su esposo Diego de Acevedo y Fonseca, señor de Bavilafuente, y de los lugares de Moriningo, Sandomingo, Buenabarba, Garcigalindo y otros muchos heredamientos en Castilla y Extremadura, pertiguero mayor de Santiago y heredero de los mayorazgos de los Acevedo y Fonseca.
Alonso se casó con María Pimentel de Mendoza, hija de Alonso Pimentel y Pacheco, V conde y II duque de Benavente, y de su segunda esposa Inés Enríquez de Mendoza y Zúñiga, hija de Pedro González de Mendoza y Luna, I conde de Monteagudo de Mendoza, y de su esposa Isabel de Zúñiga y Avellaneda. Su abuela Isabel era hija de Diego López de Zúñiga, conde de Miranda del Castañar, y de su esposa María Ochoa de Avellaneda. Tuvieron descendencia, su primogénito, Jerónimo, heredó sus estados y títulos y fue IV conde de Monterrey, Alonso, abad en el Convento de la Trinidad (Orense), Diego, falleció soltero. Alonso dejó además tres hijos naturales, uno de ellos fue Diego de Zúñiga y Acevedo, capitán de lanzas, guerrero de fama, a quien su padre lo envió con una compañía, a su costa, para socorrer Perpiñán sitiada por los franceses.

## Al servicio del emperador del Sacro Imperio Carlos V
Alonso acompañó al emperador del Sacro Imperio Romano Carlos V a su coronación por el papa Clemente VII en Bolonia. Salieron de Barcelona a fines de julio de 1529, arribaron a Génova el 6 de agosto y el 6 de diciembre entraron en Bolonia. El emperador recibió el 22 de febrero de 1530 la Corona de Hierro de la Lombardía y el 24 del mismo mes la Corona y las Insignias del Sacro Imperio Romano de manos del papa Clemente VII. Asistió con el Emperador Carlos V al socorro de Viena en 1532, sitiada por el sultán turco Solimán I "el Magnífico".

## Herencia y Patronazgo

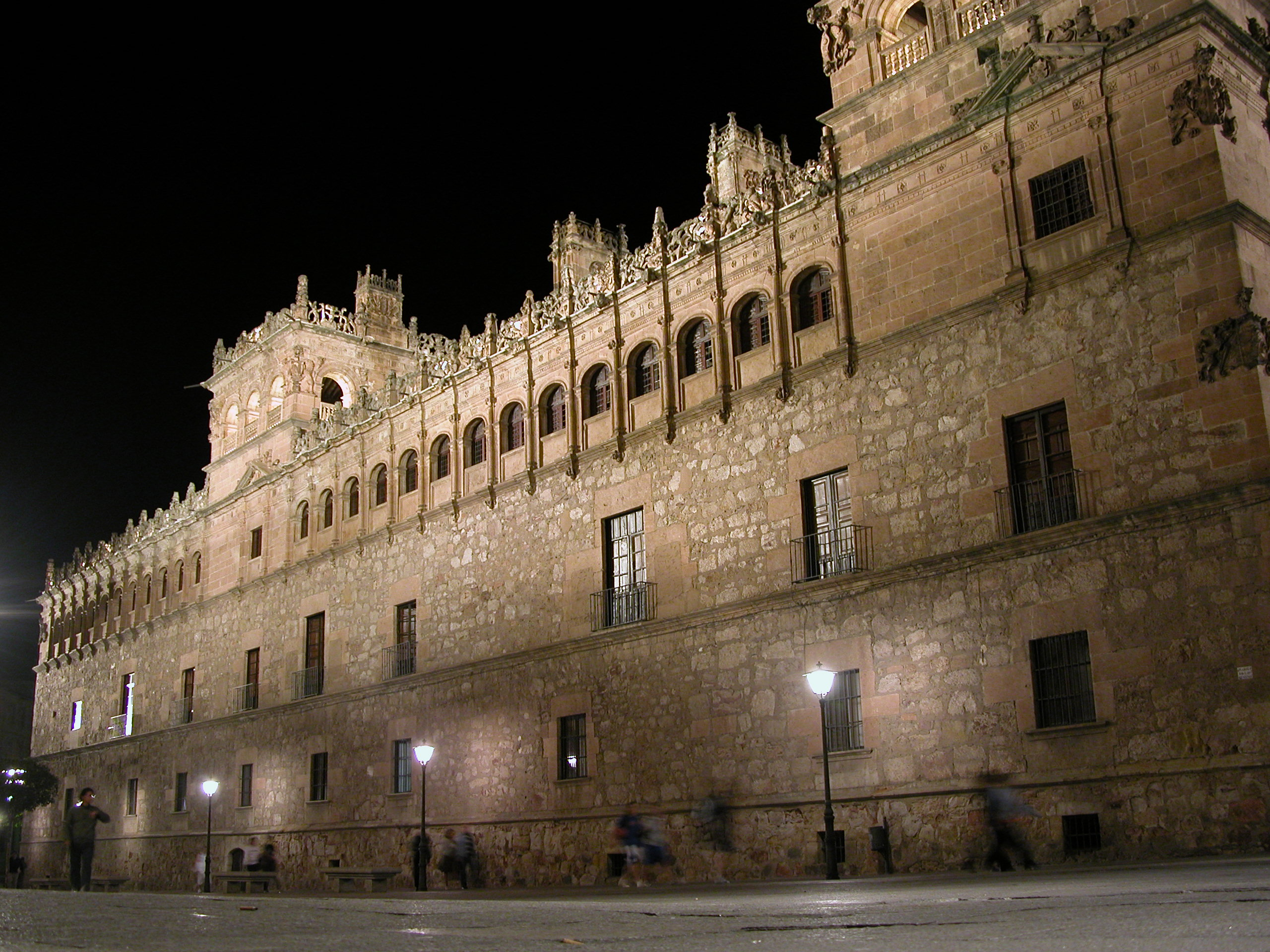
Palacio de Monterrey en Salamanca de noche

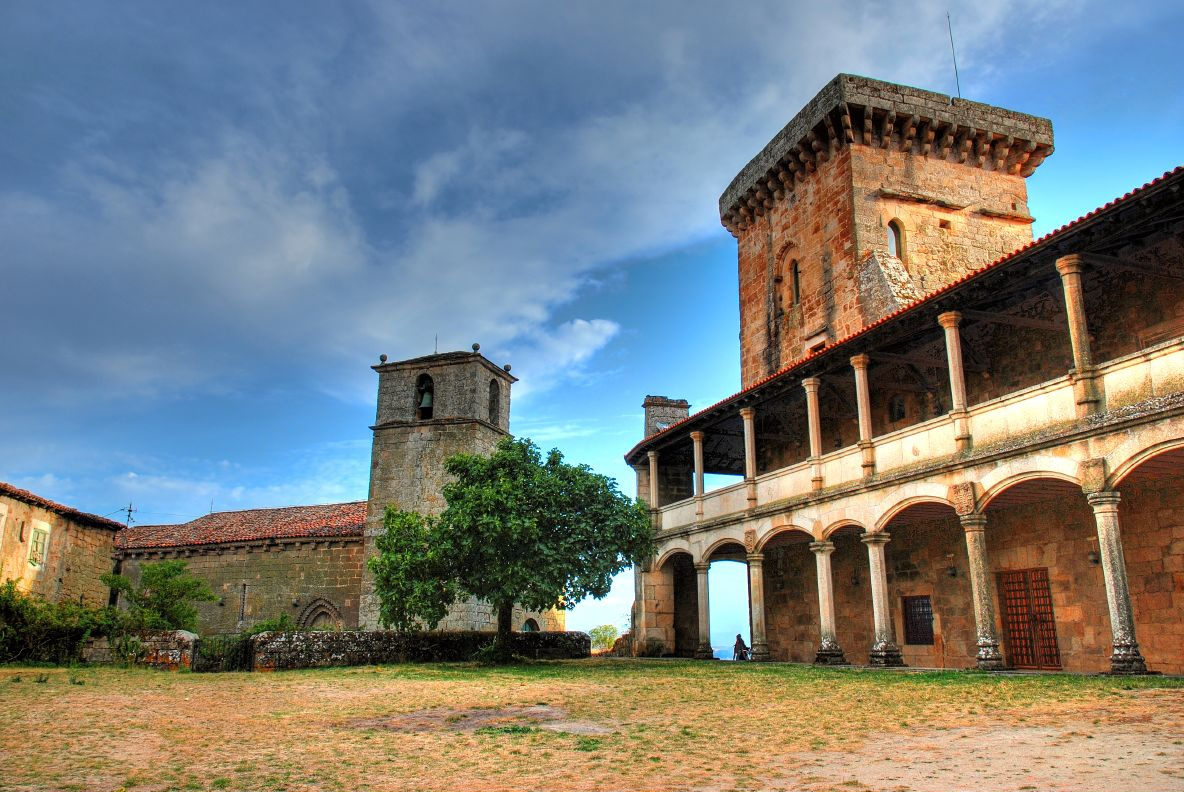
Fortaleza de Monterrey en Monterrey

En la basílica de San Lorenzo «el Mayor» de Nápoles se encuentra en la sala de entrada a la basílica su escudo de armas en recuerdo a las obras de reconstrucción que durante su estadía en esa ciudad se hicieron. 
En 1539, hizo erigir el monumental palacio de Monterrey en Salamanca, que lo hizo diseñar por el arquitecto Rodrigo Gil de Hontañón. El palacio es de planta cuadrada con torres en los ángulos y patio central. En su época sólo se construyó una cuarta parte del proyecto. Por concesión real de 17 de febrero de 1540 obtuvo poder para vender o establecer censo sobre los bienes de su mayorazgo. Su segundo nieto Manuel Alonso de Zúñiga Acevedo y Fonseca trató en 1640 de hacer realizar el plano original, pero no tuvo éxito. La obra se comenzó a construir el 18 de enero de 1539 y fue ejecutada por los maestros Pedro de Ibarra y Pedro Miguel de Aguirre. 
El conde Alonso, residente en Valladolid, humanista, mecenas y amigo de Francisco de Borja, superior de los conventos jesuitas de España, decidió fundar un colegio jesuita en Monterrey (Orense). La escritura de fundación del Colegio de la Compañía de Jesús San Juan Bautista de Verín fue firmada en 1555 y las obras de edificación estaban terminadas en 1556. Él era también patrón del Colegio Fonseca de Santiago de Compostela, fundado por su tío Alonso de Fonseca y Ulloa (1475-1534) arzobispo de Santiago, arzobispo de Toledo y Primado de España, y con aprobación del papa Clemente VII por bula de 15 de marzo de 1526. El Colegio Fonseca fue la matriz de la actual Universidad de Santiago de Compostela
El conde Alonso tuvo grandes diferencias con Fernando Ruiz de Castro y Portugal, IV conde de Lemos, I marqués de Sarria, casado con la sobrina de Alonso, Teresa de Andrade Zúñiga y Ulloa, sobre la pertenencia de la abadía del Convento de la Trinidad (Orense). Ganó la guerra que hubo entre ambas casas, y su hijo Alonso fue su abad.
El conde Alonso heredó el Adelantamiento de Cazorla de su tío Alonso de Fonseca y Ulloa, y a la muerte de su madre en 1526 fue III conde de Monterrey, señor de Biedma, de Ulloa, de la casa de la Ribera, pertiguero mayor de Santiago, y en sucesión a su padre, fallecido en 1496, de los mayorazgos de los Acevedo y Fonseca. Por escritura de 22 de noviembre de 1556 fundó mayorazgo. El conde Alonso falleció en 1559 en Santiago de Compostela y fue enterrado en Verín, en la Iglesia de la Compañía de Jesús, que había fundado.